# Prainha (Praia da Vitória)
A Prainha fica situada na baía da cidade da Praia da Vitória, junto à Marina da mesma. Esta pequena praia tem ostentado nos últimos anos o galardão de Bandeira Azul. Dispõe de instalações sanitárias, chuveiros, bar e parque de estacionamento.

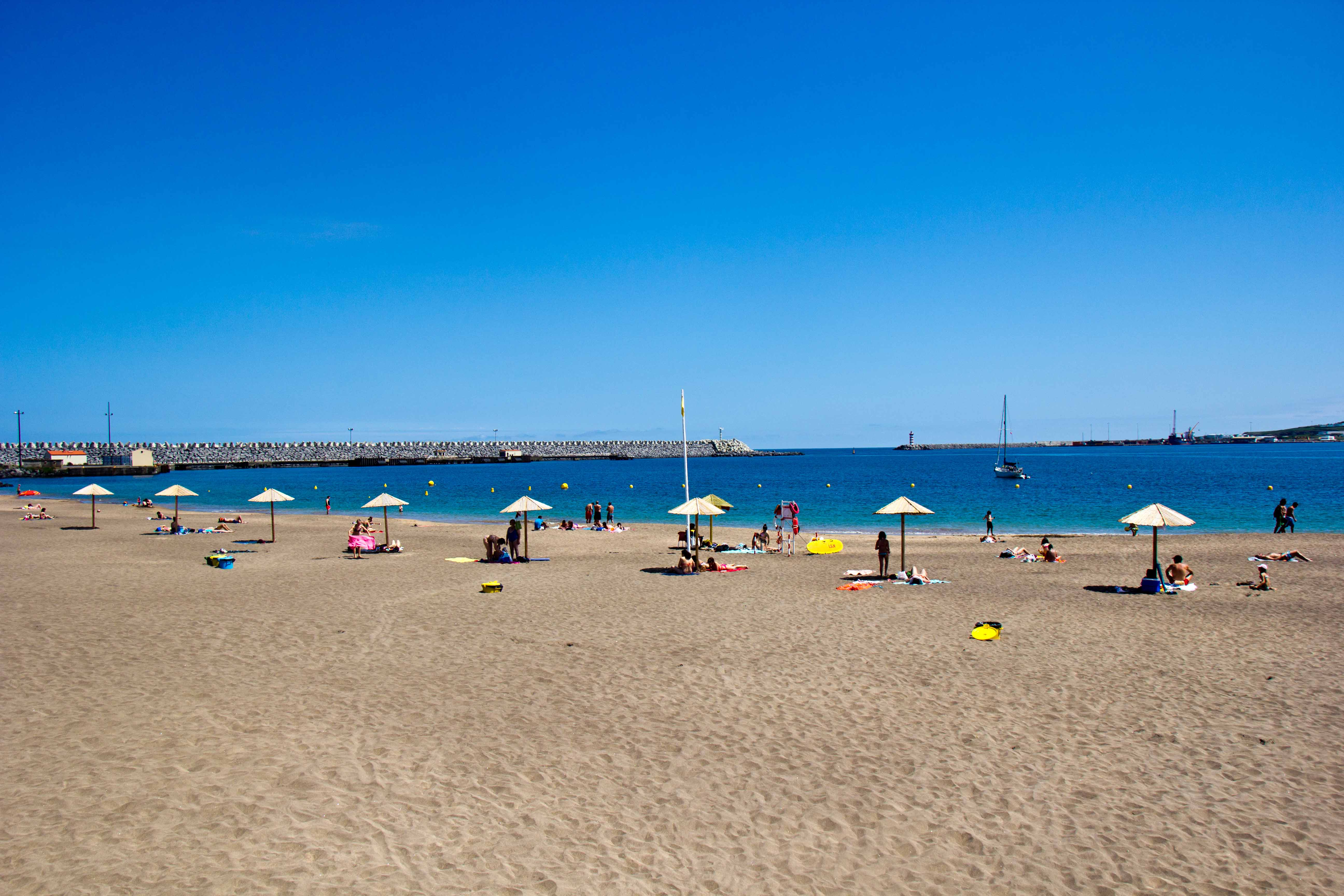
Prainha

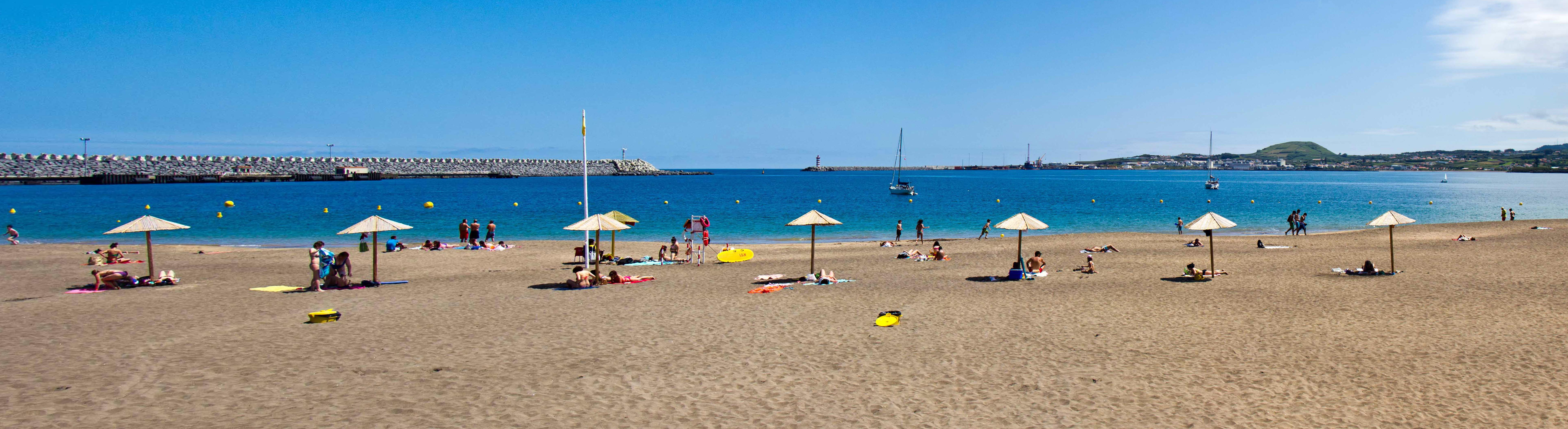
Prainha panorâmica